# 格拉朱埃申嶺
格拉朱埃申嶺（英語：Graduation Ridge），是南極洲的山嶺，位於維多利亞地的彭內爾海岸，屬於兩角山脈的一部分，美國地質調查局根據測繪結果和該國海軍的空中照片將其繪入地圖，現時由南極條約體系管理。

## 外部連結
. . United States Geological Survey.   [2012-05-03].
71°28′S 161°44′E / 71.467°S 161.733°E